# Max Christoph
Max Christoph (* 22. Februar 1918 in Pockau; † 22. Januar 2013 in Sayda) war ein deutscher Maler.

## Leben und Wirken
Christoph wurde als Sohn eines Arbeiters und einer Heimarbeiterin in Pockau geboren. Nach Grund- und Realschule absolvierte er von 1932 bis 1936 eine Lehre als Dekorationsmaler in Chemnitz. In dieser Zeit bildete er sich nebenbei künstlerisch im Selbststudium weiter. Auf der Suche nach Arbeit wurde er nach der Lehre in Dörnthal sesshaft. 1938 wurde er zum Reichsarbeitsdienst mit sich anschließender militärischer Ausbildung bei der Luftwaffe herangezogen. Als Soldat im Zweiten Weltkrieg war er an unterschiedlichen Kriegsschauplätzen im Einsatz, so beispielsweise in Süd-, Nord- und Osteuropa. 1942 heiratete er seine Frau Dorle.
1947 kehrte Christoph nach Entlassung aus französischer Kriegsgefangenschaft nach Dörnthal zurück, wo er bis an sein Lebensende lebte. Ende des Jahres 1947 wurde er als freischaffender Künstler im Freiberger Künstlerverband anerkannt. 1948 war er Mitbegründer des noch heute bestehenden Freiberger Künstlerkreises Die Kaue. 1948 war Christoph auf der 3. Ausstellung Erzgebirgischer Künstler in Freiberg  mit einer Ölskizze vertreten.
1957 legte er die Meisterprüfung als des Dekorationsmalers ab. Seit 1960 war er im Volkskunstschaffen tätig. 1964 bis 1967 absolvierte er ein Fernstudium für Malerei und Grafik in Karl-Marx-Stadt, an der Hochschule für Bildende Künste Dresden und in Annaberg-Buchholz. Zwischen 1967 und 1985 wirkte Christoph u. a. als Leiter diverser Volkskunst- und Förderzirkel in Olbernhau, Neuhausen und Annaberg-Buchholz. In den ersten Jahren seiner künstlerischen Arbeit waren die schweren Lebensbedingungen der Nachkriegszeit, beispielsweise von Bauern und Fabrikarbeitern, Vorbild für seine stark vom Expressionismus beeinflussten Gemälde. Vor allem aber finden sich in seinen Werken auch Kinder in vielfältigen Situationen wie Lernen, Spielen oder Rodeln. Bis auf die Bilder, die ins Ausland gelangt und dort verblieben sind, ist sein gesamtes Werk von ca. 390 Gemälden in Kreide, Öl und anderen Maltechniken in einer ständigen Ausstellung im Kulturzentrum Böttcherfabrik  im erzgebirgischen Pobershau vereint. Betreut wird diese Sammlung vom Kunstverein Max Christoph, Gottfried Reichel und Martin Tille e. V.

## Auszeichnungen (Auswahl)
- 1968 Erinnerungsnadel für Verdienste im Künstlerischen Volkskunstschaffen
- 1975 Medaille für Verdienste im künstlerischen Volksschaffen der Deutschen Demokratischen Republik
- 1975 Ehrenplakette des Kreises Marienberg
- 1977 Goldmedaille 2. Festival der Gesellschaft für Deutsch-Sowjetische Freundschaft Magdeburg

## Werke (Auswahl)
- Reisigsammlerinnen (1947, Öl auf Pappe; Sammlung Erzgebirgische Landschaftskunst Oelsnitz)[6]

## Ausstellungen
- 2018: Sonderausstellung anlässlich seines 100. Geburtstages, Böttcherfabrik Pobershau[7]